# إطار إيبشتاين

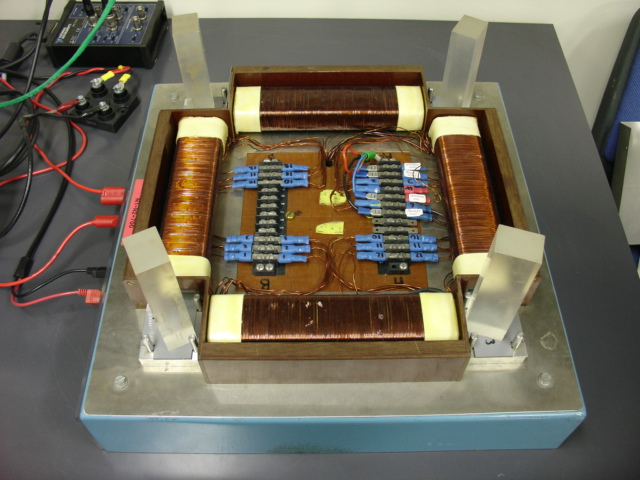
إطار إيبشتاين

إطار إيبشتاين أو مربع إيبشتاين هو جهاز قياس موحد لقياس الخصائص المغناطيسية للمواد المغناطيسية اللينة .
الرمز العالمى الموحد للقياس هو (IEC 60404-2:2008 ) : تم نشر طرق قياس الخصائص المغناطيسية لقطاع الصلب الكهربى بواسطة إطار إيبشتاين بواسطة اللجنة الكهروتقنية الدولية .
يتكون إطار إيبشتاين من ملف ابتدائي وملف ثانوى . يجب تجهيز العينة المختبرة بمجموعة من أرقام القطاعات ( دائما مضاعفات العدد 4 ) والمقطوعة من لوح صلب كهربى . كل طبقة من العينة ملفوفة بازدواج عند الجوانب ومدفوعة بقوة 1 نيوتن .(انظر للصورة)
يتم قياس مفاقيد الطاقة عن طريق مقياس القدرة (الواتميتر ) حيث يتم استخدام تيار الابتدائي و جهد الثانوى . و أثناء القياس , إطار إيبشتاين يتصرف كمحول غير محمل .
يمكن حساب مفاقيد الطاقة ('Pc ) كالتالى :
```

  

    

      

        

          
P

          

            
c

          

        

        
=

        

          

            

              
N

              

                
1

              

            

            

              
N

              

                
2

              

            

          

        

        
⋅

        

          
P

          

            
m

          

        

        
−

        

          

            

              

                
(

                

                  
1

                  
,

                  
111

                  
⋅

                  

                    
|

                  

                  

                    

                      

                        

                          
U

                          

                            
2

                          

                        

                        
¯

                      

                    

                  

                  

                    
|

                  

                

                
)

              

              

                
2

              

            

            

              
R

              

                
i

              

            

          

        

      

    

    
{\displaystyle P_{c}={\frac {N_{1}}{N_{2}}}\cdot P_{m}-{\frac {\left(1,111\cdot |{\bar {U_{2}}}|\right)^{2}}{R_{i}}}}

  

```

حيث :
({\displaystyle N_{1}~} ) عدد اللفات في الملف الابتدائي .
({\displaystyle N_{2}~} ) عدد اللفات في الملف الثانوى .
({\displaystyle P_{m}~} ) قراءة مقياس القدرة بالوات .
({\displaystyle R_{i}~} ) المقاومة الكلية للأجهزة في دائرة الثانوى بالأوم .
({\displaystyle |{\bar {U_{2}}}|} ) متوسط جهد الثانوى بالفولت .
يمكن حساب مفاقيد الطاقة المعرفة كالتالى : 
```

  

    

      

        

          
P

          

            
s

          

        

        
=

        

          

            

              

                
P

                

                  
c

                

              

              
⋅

              
4

              
⋅

              
l

            

            

              
m

              
⋅

              

                
l

                

                  
m

                

              

            

          

        

      

    

    
{\displaystyle P_{s}={\frac {P_{c}\cdot 4\cdot l}{m\cdot l_{m}}}}

  

```

حيث :
({\displaystyle l~}) طول العينة بالمتر .
({\displaystyle l_{m}~}) متوسط طول المسار المغناطيسى =0.94 (قيمة ثابتة)
({\displaystyle m~}) كتلة العينة بالكيلوجرام .
إذا وحدت جميع الشروط وتم معايرتها، فإن الإنحراف المعياري للقيم الناتجة لن يكون أكبر من 1.5 % حيث يصل إلى 1.5 للصلب الكهربى الغير موجه الحبيبات وإلى 1.7 للصلب الكهربى السليكونى الموجه الحبيبات .